# Sárdos-ér
A Sárdos-ér a Kisalföldön ered, Győr-Moson-Sopron vármegyében, mintegy 140 méteres tengerszint feletti magasságban. A patak forrásától kezdve északnyugati irányban halad, majd Koroncónál eléri a Marcalt.

## Part menti települések
- Győrszemere
- Koroncó